# Alto Biobío
Alto Biobío es una comuna de la zona central de Chile, ubicada en la Provincia del Biobío, en la Región del Biobío.
Forma parte del distrito N.º 21 de diputados y la circunscripción senatorial N.º 10.
La comuna de Alto Biobío se ubica en la provincia de Biobío en la Región del mismo nombre y limita al norte con las comunas de Antuco y Santa Bárbara, al sur con Lonquimay (perteneciente a la Región de Araucanía), al este con la República de Argentina y al oeste con Quilaco.
Por otra parte, la comuna se divide en cuatro distritos censales, todos ellos de carácter rural. A nivel comunal, el distrito Censal más poblado es el distrito de Alto Biobío, que concentra el 39,5% de la población de la comuna. El segundo distrito más poblado es Queuco que concentra el 31,8% del total comunal. El distrito de menor población es Pangue con solo un 7,7% de la población.
El sistema de centros poblados se estructura principalmente en torno a la ruta Q-61, Q-699 y Q-689 que rodean la comuna. La principal localidad de Alto Biobío corresponde a Trapa Trapa, ubica en el extremo nororiente del territorio comunal, distante unos 144 km de la ciudad de Los Ángeles y que concentra 1020 personas, de acuerdo al censo del 2017, siendo el segundo centro urbano de la comuna la localidad de Alto Biobío, capital comunal, que contaba 921 personas para el año 2017, emplazada aproximadamente 78 km al sur poniente de la comuna.

## Historia

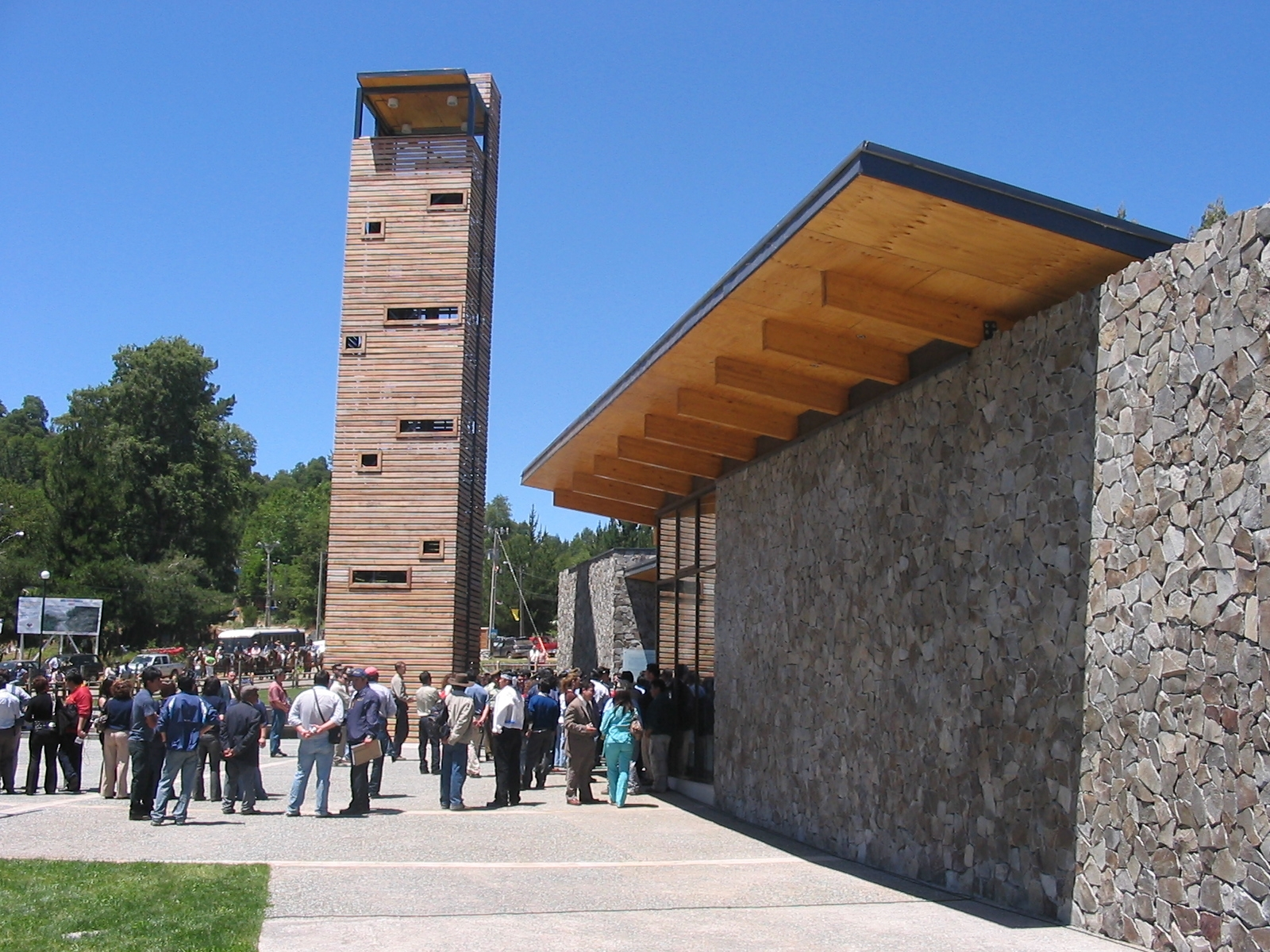
Museo pehuenche en Ralco, comuna de Alto Biobío.

Fue creada el 25 de agosto de 2003, y aprobada en el congreso el año 2004, separándose de la comuna de Santa Bárbara. Su capital es la localidad de Ralco. La comuna fue dirigida por el primer alcalde, Don Félix Vita Manquepi.
El Alto Biobío, a diferencia de lo que sucede ahora, durante siglos estuvo marcado por el silencio o, más bien, por una bullente actividad que no llegaba a los oídos del valle.
La poca literatura existente apenas menciona la zona y los pehuenches. Las aproximaciones más serias recién comienzan a escribir sus pequeños capítulos a mediados del siglo XVIII con la instalación de una línea fortificada, asociada a la actividad evangelizadora de los misioneros católicos, que iba desde Rucalhue, pasando por Villucura y Santa Bárbara. El origen de los indígenas es sólo motivo de algunas cuantas teorías, pero nada concreto.
Más antecedentes hubo por la zona de Antuco (algunas decenas de kilómetros al norte) donde se realizaba una fuerte actividad comercial entre criollos y pehuenches. Así lo dan cuenta los libros de viaje del naturalista polaco Ignacio Domeyko, y el artista bávaro Mauricio Rugendas, quien hizo los primeros retratos de los indígenas.
Como estábamos diciendo, la tranquilidad de la zona sólo fue interrumpida a principios del siglo XIX por las cacerías de los ejércitos chilenos, de los montoneros aún fieles al Reino Español o de las bandas de cuatreros que asolaban las haciendas de los criollos en el llano (los hermanos Pincheira escribieron algunos de sus capítulos en el Alto Biobío).
100 años más tarde lo fueron los sucesos de Ránquil, en la parte más oriental de la cordillera, donde una revuelta nacional obrera que nunca se hizo, sí se realizó en esa zona, con un trágico saldo de muertos.
Pero salvo esas excepciones, la historia de sus habitantes ya no se escribió en los pocos libros que citan o mencionan estos acontecimientos y el paso de los años sólo se registró en los pehuenches que permanecieron en una condición de virtual aislamiento donde, incluso, llegaron a optar por comercializar sus productos en territorio argentino que, en suelo patrio debido a la cercanía geográfica y facilidad de acceso, antes que trasladarse por el tortuoso camino a Santa Bárbara.

### Actualidad
En mayo de 2013 Ante la eventualidad de una nueva erupción volcánica del Copahue, se ha decretado alerta roja y se organizó la evacuación de la población en la zona cercana al volcán. El ejército apoyo las evacuaciones en la zona de la Reserva Nacional Ralco., la alerta fue levantada a la semana siguiente y desde esa fecha a la actualidad se han decretado desde ONEMI, solo alertas de tipo amarillo sin mayores consecuencias para la población.

## Medio ambiente

### Geomorfología y componentes abióticos
Clima:

Trazado simplificado de los ecosistemas y cuerpos de agua presentes en la comuna de Alto Biobío.

La comuna de Alto Biobío, ubicada en una zona de transición entre los climas Mediterráneo y Templado Húmedo en la región Sur, presenta diversas condiciones climáticas. En su localización en la cordillera, se identifican siete tipos de clima: Templado Lluvioso con Leve Sequedad Estival (cfb(s)), Templado Lluvioso Frío con Leve Sequedad Estival (cfc(s)), Mediterráneo de Lluvia Invernal (Csb), Mediterráneo de Lluvia Invernal de Altura Csb(h), Mediterráneo Frío de Lluvia Invernal (Csc), Clima de Tundra (ET) y Clima de Tundra (ET(s)). Predominantemente, el clima Templado Lluvioso con Leve Sequedad Estival es el más común en la zona.
En cuanto a las temperaturas, el rango medio anual en Alto Biobío es de aproximadamente 11,3 °C. El mes más cálido es enero, con una temperatura media de 17,7 °C y máximas que superan los 25 °C. Por otro lado, julio es el mes más frío, con una temperatura media de 6 °C. La variación anual de temperatura es de alrededor de 11,7 °C. Esta baja oscilación térmica hace que la comuna sea propicia para el desarrollo de viñedos y cultivos que son sensibles a las bajas temperaturas.
Las precipitaciones anuales promedio alcanzan los 2.192 mm, concentrándose principalmente en los meses de invierno (de mayo a agosto). A pesar de ello, se registran lluvias mensuales que superan los 30 mm durante todo el año. Enero es el mes más seco, con precipitaciones alrededor de los 30 mm, mientras que junio, el mes más lluvioso, registra una media de 395 mm de agua caída.
Suelos:
La comuna de Alto Biobío presenta una variedad de suelos, principalmente de la serie Santa Bárbara, originados a partir de la evolución de cenizas volcánicas modernas depositadas sobre formaciones geológicas más antiguas. También se encuentran mantos de cenizas volcánicas en terrenos más antiguos, dando lugar a suelos volcánicos del tipo andosoles tixotrópicos, que se caracterizan por su impermeabilidad. Estos suelos son utilizados para fines silvoagropecuarios, lo que desencadena procesos de erosión en mantos y cárcavas, así como procesos de solifluxión.
La clasificación de suelos según su capacidad de uso indica que la comuna solo cuenta con estudios actualizados para la mitad de su territorio. Según esta clasificación, los suelos se dividen en clases de uso del I al VIII, siendo la categoría I la de mayor potencial productivo y la VIII sin potencial productivo. Los suelos de alta productividad agrícola (clase III) abarcan solo el 0,27% del territorio comunal, siendo los más adecuados para actividades agrícolas intensivas y permanentes. Por otro lado, los suelos más abundantes son de clase VIII (93%), inapropiados para fines agropecuarios y explotación racional del recurso maderero debido a limitaciones severas o extremas.
En cuanto a la erosión de suelos, esta problemática es significativa en la comuna, afectando aproximadamente al 78,8% de la superficie comunal. Los niveles de erosión severo y muy severo son predominantes. Además, se destaca que los suelos con capacidad IV (2,9%) presentan limitaciones de uso y alto riesgo de daños en la cosecha, siendo cultivables solo ocasionalmente.
Geologia del área:
La geología en la cuenca del Alto Biobío presenta una compleja historia que abarca desde el Cretácico hasta el Cuaternario. El basamento está compuesto por rocas estratificadas volcánicas y sedimentarias, junto con intrusiones de rocas, que datan de la edad Cretácica a la Terciaria. Sobre este basamento, se encuentran unidades estratificadas plio-pleistocenas dispuestas de manera subhorizontal, y sobre ellas se han formado estratovolcanes y depósitos cuaternarios.
Las rocas más antiguas en la región pertenecen al Complejo Bizca-Cumilao, una secuencia volcanoclástica de edad cretácico paleógena. La Formación Cura Mallín, de edad Eoceno a Mioceno Medio, se dispone sobre estas rocas, principalmente en las laderas del valle del Río Queuco. A continuación, se superponen aglomerados volcánicos y lavas de la Formación Trapa Trapa, con una edad de Mioceno Medio a Mioceno Superior.
Estas rocas son intruidas por un complejo plutónico llamado Complejo Plutónico Tricauco, compuesto por tonalitas, granodioritas y dioritas, con diques riolíticos y andesíticos, datando del Cretácico Superior al Neógeno. También se observan stocks y cuerpos intrusitos menores de edad terciaria.
Sobre el basamento Cretácico-Terciario, se disponen unidades estratificadas plio-pleistocenas de la Formación Cola de Zorro, de composición basáltica a andesítica. Estas rocas se extienden a lo largo del valle del Río Biobío, el sector del río Pangue, la ladera este y sur del Volcán Callaqui, y el sur del área.
En el Cuaternario, dos estratovolcanes se edificaron en la región: el Volcán Callaqui, un estratovolcán mixto-fisural con actividad fumarólica actual, y el Volcán Copahue, un volcán de tipo escudo que ha tenido eventos eruptivos documentados, destacando el ciclo eruptivo de julio-agosto de 1992.
Además, en el área se encuentran estructuras como grandes lineamientos de rumbo N-S y NNE, asociados a los sistemas de falla Liquiñe-Ofqui y Bio Bio Aluminé, que influyen en la configuración geológica de la región.

### Termas
| Termas                              | Descripción |
| ----------------------------------- | --- |
| Termas de Nitrao                    | La zona de las Termas de Nitrao está conformada por depósitos de escombros provenientes de la falda de la montaña, conocidos como coluvio. Bajo esta capa de material suelto, se encuentran conglomerados, areniscas y tobas, con intercalaciones de lavas andesíticas. Estos depósitos muestran un nivel de meteorización que varía de moderado (W-2) a localmente meteorizado (R-3). La estructura de estas formaciones se presenta en grandes bloques, con posibles planos de falla, y en algunos sectores se observa un mayor grado de fracturamiento. |
| Termas de Chanchocó (Colgué chico): | En la zona de las Termas de Chanchocó (Colgué chico), se observa una capa vegetal con un espesor estimado de 0.40 metros, compuesta principalmente por una densa vegetación de tipo bofedal saturado. Por debajo de esta cubierta, se evidencian rocas volcánicas, incluyendo tobas, brechas e ignimbritas, que presentan un tono gris oscuro. Estas rocas muestran un nivel de meteorización moderada y presentan escaso fracturamiento en la estructura. |
| Termas de Chichintahue:             | Las Termas de Chichintahue se encuentran en un afluente del río Queuco, situadas en la ribera este del cauce e incluso directamente sobre él. En la región, emergen rocas volcánicas. El brote de aguas termales se localiza a lo largo del contacto entre un estrato de colada de andesita y capas subyacentes compuestas por piroclastos más finos. |
| Termas de Los Perales:              | Las Termas de Los Perales se encuentran en una vega ubicada sobre la ribera sur del río Los Perales. La geología en la zona presenta una secuencia de niveles de lutitas carbonosas de disposición subhorizontal. Hacia el norte, esta secuencia está limitada por un filón andesítico con un espesor aproximado de 1,20 metros y una orientación de N75°E/80°N-90°E. Se sugiere que este filón andesítico actúa como una barrera impermeable, forzando a que las aguas termales provenientes del lado sur broten en esta área específica. |
| Termas de Pucón Mahuida:            | Las Termas de Pucón Mahuida están situadas en un declive con orientación norte-sur, aproximadamente a unos 5 metros de una quebrada que contiene agua superficial. La geología de la región está caracterizada por coladas andesíticas asociadas al Complejo de Volcanes de la Cordillera Principal, cuya formación se remonta al periodo Cuaternario. Estas coladas presentan una inclinación de alrededor de 10 a 15 grados hacia el sur. |
| Termas de Trapa- Trapa:             | Las Termas de Trapa-Trapa están situadas en la ladera norte de una quebrada con orientación noroeste, en el valle del río Queuco, a unos 10 metros aproximadamente del cauce del río. La geología local está caracterizada por la presencia de brechas piroclásticas vinculadas a la Formación Cura Mallín. Estas brechas tienen una naturaleza matriz-soportante y contienen clastos subangulares de hasta 5 cm de tamaño. La manifestación de aguas termales se evidencia en una zona de fracturas con aproximadamente 5 cm de ancho. En esta área, el espaciamiento entre las estructuras de fractura varía entre 2 y 5 cm. Es relevante señalar que estas fracturas no presentan relleno. |
| Termas del Avellano:                | Las Termas del Avellano se encuentran en la ladera norte de una quebrada con orientación noroeste, próxima al cauce del río Bio-Bío, a unos 5 metros de dicho cauce. En cuanto a la geología local, se caracteriza por una alternancia de flujos piroclásticos y coladas basálticas, presentando una disposición subhorizontal. Cada uno de estos depósitos tiene un espesor aproximado de 5 metros. La manifestación de las aguas termales se observa en un plano de contacto entre estos depósitos, y cabe destacar que no se identifican estructuras de falla ni zonas fracturadas en el área.                                                                                             |

### Componentes bióticos
Dentro del territorio de la comuna se pueden hallar los siguientes ecosistemas:
- Bosque caducifolio mediterráneo-templado andino donde predominan Nothofagus pumilio y Nothofagus obliqua (Vulnerable)
- Bosque caducifolio templado andino donde predominan Nothofagus alpina y Dasyphyllum diacanthoides (En peligro)
- Bosque caducifolio templado andino donde predominan Nothofagus alpina y Nothofagus dombeyi (Vulnerable)
- Bosque caducifolio templado andino donde predominan Nothofagus pumilio y Araucaria araucana (Vulnerable)
- Bosque caducifolio templado andino donde predominan Nothofagus pumilio y Azara alpina (Vulnerable)
- Bosque resinoso mediterráneo-templado andino donde predominan Araucaria araucana y Festuca scabriuscula (Vulnerable)
- Bosque resinoso templado andino donde predominan Araucaria araucana y Nothofagus dombeyi (Vulnerable)
- Bosque siempreverde templado andino donde predominan Nothofagus dombeyi y Gaultheria phillyreifolia (Vulnerable)
- Matorral bajo templado andino donde predominan Adesmia longipes y Senecio bipontinii (Vulnerable)
- Matorral bajo templado andino donde predominan Discaria chacaye y Berberis empetrifolia (Vulnerable)
- Zonas geográficas hinóspitas sin vegetación (Sin información)

### Medidas de protección ambiental y conflictos socioambientales
Hasta 2022, la comuna de Alto Biobío cuenta con las siguientes zonas que cuentan con algún nivel de protección ambiental:
- ADI Alto del Bio-Bío (Sitios ERB)[9]
- Araucarias (Reserva Biósfera)[10]
- Corredor Nevados de Chillán - Laguna del Laja (Reserva Biósfera)[11]
- Fundo Villucura (Sitios ERB)[12]
- Reserva Nacional Ralco (Reserva Nacional)

## Demografía
Según los resultados del Censo de Población y Vivienda de 2017, la comuna de Alto Biobío tiene una población total de 5.923 habitantes, desglosada en 3.036 hombres y 2.887 mujeres. Esto da como resultado un índice de masculinidad de 105,2 hombres por cada 100 mujeres. En términos de población, Alto Biobío se sitúa como la cuarta comuna menos poblada en la región, después de San Rosendo, Quilaco y Antuco.
Adicionalmente, la comuna presenta una densidad poblacional de 2,79 habitantes por kilómetro cuadrado, siendo la segunda más baja de la provincia. Esta baja densidad se atribuye a la escasa población en relación con la extensión geográfica del territorio. En este aspecto, se observa una similitud con otras comunas cordilleranas circundantes, las cuales también exhiben índices reducidos de densidad poblacional. Esto refleja un patrón común de territorios extensos en la cordillera, caracterizados por una baja densidad demográfica, alejados de los centros urbanos más destacados de la región y manteniendo un perfil predominantemente rural.

### Evolución Población Comunal.
La evolución de la población en la comuna de Alto Biobío muestra una disminución significativa al comparar los datos censales de los años 2002 y 2017. En este periodo, la población ha experimentado una reducción del 15,7%, descendiendo de 7.027 habitantes a 5.923. En contraste, la provincia y la región del Biobío han experimentado un crecimiento poblacional del 11,8 % y 9,4 %, respectivamente, durante el mismo período, como se detalla en la Tabla N°4.
| \| Comuna, Provincia y Región | Población (censo de 2002 | Población (censo de 2017) | Tasa crecimiento (%) |
| ----------------------------- | ------------------------ | ------------------------- | -------------------- |
| Comuna Alto Biobío            | 7.027                    | 5.923                     | -15,7                |
| Provincia Bio Bio             | 353.315                  | 395.060                   | 11,8                 |
| Región del Biobío             | 1.423.459                | 1.556.805                 | 9,4                  |

Fuente: Mapocho, basándose en datos del censo 2002 y censo 2017, INE.
Es importante señalar que la creación de la comuna de Alto Biobío en el año 2003 impacta en la interpretación de estos datos, ya que no es posible identificar el crecimiento previo a esa fecha. Sin embargo, este hecho contribuye a explicar la variación poblacional, indicando un decrecimiento total en la población de la comuna.

### Población urbana rural
Según los datos del censo 2017, Alto Biobío destaca como la única comuna en la región del Biobío que no posee población urbana. Esto implica que el 100 % de la población comunal se encuentra en áreas rurales, dispersa en diversas localidades, siendo Ralco la principal entre ellas. El surgimiento de Ralco se atribuye al establecimiento de las primeras empresas en la zona, las cuales, según el Diagnóstico Participativo de Alto Biobío, contribuyeron a la extinción de las araucarias en los bosques circundantes. A pesar de este impacto ambiental, estas empresas propiciaron el crecimiento de la comuna al fomentar el comercio y generar empleo, consolidando a Ralco como la capital comunal.
Las demás localidades de la comuna se encuentran en los valles de los ríos Queuco y Biobío, destacándose asentamientos como Pitril, Cauñicú, Malla-Malla, Trapa-Trapa, Butalelbún, El Avellano, Los Guindos, Quepuca Ralco, Ralco Lepoy, El Barco, Guallalí y Callaqui.
Distribución de la Población por Genero.
La distribución de la población en la comuna de Alto Biobío muestra un equilibrio entre hombres y mujeres, con un 51% de hombres y un 49% de mujeres. Analizando la evolución de esta proporción a lo largo del tiempo, se observa una notable adaptación hacia este equilibrio. En el censo de 2002, la diferencia era significativa, con un 62% de hombres y un 38% de mujeres, pero para el censo de 2017, la comuna logró una mayor paridad de género.
| AÑO CENSO  | Población Total | Hombres | %   | Mujeres | %   |
| ---------- | --------------- | ------- | --- | ------- | --- |
| Censo 2002 | 7.027           | 4.337   | 62% | 2.690   | 38% |
| Censo 2017 | 5.923           | 3.036   | 51% | 2.887   | 49% |

Fuente: Mapocho, basándose en datos censales, INE 1992, 2002 y 2017.
Es interesante destacar que, aunque la población femenina aumentó en 197 personas, la población masculina experimentó una considerable disminución de 1.301 personas. Este cambio condujo a un índice de masculinidad de 161,2 hombres por cada 100 mujeres en 2002, que se redujo a 105,2 hombres por cada 100 mujeres en 2017. Este último valor representa el índice más alto de la provincia. En consecuencia, la población de la comuna muestra una mayor equidad de género en comparación con hace 17 años.
Tasa de Natalidad:
La comuna de Alto Biobío presenta una destacada tasa de natalidad de 24,7, indicando la cantidad de nacidos vivos por cada mil habitantes. Esta cifra supera la media regional y nacional, posicionando a la comuna como una de las que tiene la tasa de natalidad más alta en comparación con sus vecinas regionales, como Antuco , Santa Bárbara  y Quilaco . Por otro lado, la tasa de mortalidad general en la comuna es de 5,4 defunciones por cada mil habitantes, una cifra similar a la media de la región y el país.
| COMUNA, REGIÓN Y PAÍS | Tasa natalidad | Tasa mortalidad general |
| --------------------- | -------------- | ----------------------- |
| Comuna Alto Biobío    | 24,7           | 5,4                     |
| Región del Biobío     | 12,7           | 6,1                     |
| País                  | 13,6           | 5,7                     |

Fuente: Mapocho, basándose en datos de Departamento de Estadística e Información de Salud (Deis), MINSAL, 2015.

## Administración
Alto Biobío pertenece al Distrito Electoral n.º 21 y a la 10.ª Circunscripción Senatorial (Biobío Cordillera).
Es representada en la Cámara de Diputados del Congreso Nacional por los diputados José Pérez Arriagada del PRSD y Roberto Poblete Zapata IND-PS. A su vez, es representada en el Senado por los senadores Víctor Pérez Varela de UDI y Felipe Harboe Bascuñán del PPD.
La Ilustre Municipalidad de Alto Biobío es dirigida desde 2012 por el alcalde Nivaldo Piñaleo Llaulén, fue reelecto en elecciones municipales de octubre de 2016 apoyado por el IND-PPD y dirigentes pewenche del Alto Biobio. El concejo municipal está compuesto por los concejales:
- Pedro Salazar, DC
- Pedro Manquepi, PPD
- Ariel Jara, PR
- Luis Purran Treca, PS
- Marly Neumann Farías UDI
- Carmen Ruíz Alarcón RN Coalición por el Cambio

Esta comuna está declarada zona de frontera por la Dirección Nacional de Fronteras y Límites del Estado de Chile (DIFROL), esto por su localización cercana a la frontera internacional con la República Argentina.

## Economía

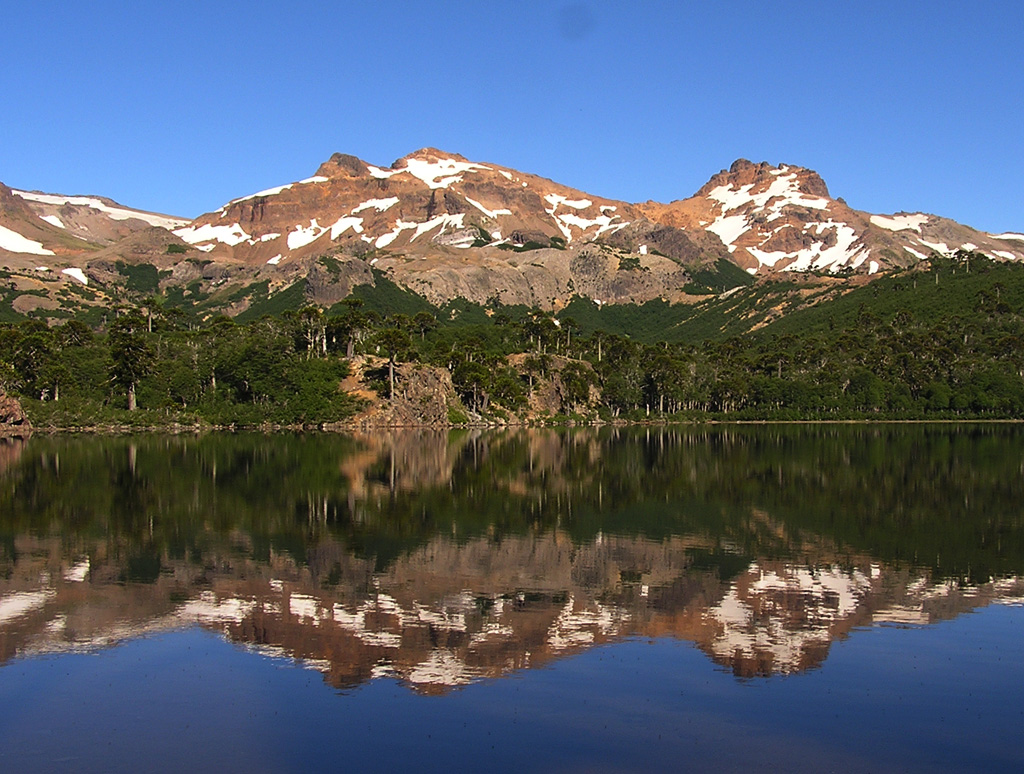
La laguna La Mula junto a la laguna El Barco son los principales atractivos de la Reserva Nacional Ralco Lepoy, en Territorio Pehuenche

La comuna de Alto Biobío se caracteriza por una marcada baja actividad económica, conformada en su mayoría por empresas de menor tamaño y una generación de ingresos limitada. Esta situación se traduce en una escasa oferta de empleo y una elevada tasa de desocupación. En particular, el sector urbano de Villa Ralco destaca por ofrecer servicios de aprovisionamiento, alojamiento y alimentación, generando empleo para un número reducido de personas, dado que se trata mayormente de negocios familiares y emprendimientos locales.
En su gran mayoría, el territorio de Alto Biobío está compuesto por comunidades rurales, donde la población se dedica principalmente a labores familiares, destacando la cría de animales, la agricultura en terrenos aptos y la recolección de frutos silvestres como rosa mosqueta, hongos, castañas y especialmente el piñón o pehuén. Estas actividades no solo están vinculadas a una labor productiva de autosubsistencia, sino que también forman parte integral de la identidad y cultura Pehuenche.
En adición a lo anterior, la producción está orientada principalmente al autoconsumo familiar, con una generación de excedentes baja destinada a la comercialización, la cual generalmente se lleva a cabo a través de intermediarios y en condiciones desfavorables para los productores. El acceso a ferias ganaderas se ve limitado por la falta o insuficiencia de caminos, transporte, distancia y consanguinidad del ganado, dificultando aún más las condiciones de los productores locales.

### Caracterización económica y productiva por comunidad, comuna de Alto Biobío.
| Villa Ralco   | El centro urbano de la comuna, desempeña un papel fundamental como punto de encuentro y se erige como un núcleo vital para la comunidad. Este lugar concentra una variedad de servicios esenciales, centros de aprovisionamiento, opciones de alimentación y alojamiento, que, en conjunto, constituyen las principales fuentes de recursos para la población local. Este centro urbano no solo actúa como un punto neurálgico para la interacción social, sino que también provee los elementos fundamentales que satisfacen las necesidades básicas y cotidianas de los habitantes de Alto Biobío.                                          |
| Callaqui      | Una considerable proporción de las familias en la región se involucra activamente en la actividad forestal, destacando en la fabricación de carbón y la venta de metros ruma. Además, se observa la práctica de la forestación con especies exóticas, evidenciando proyecciones económicas relacionadas con el procesamiento de frutos silvestres de temporada, como las avellanas, y la introducción de ganado mejorado genéticamente. Sin embargo, a pesar de la participación extendida en estas actividades, suele ser común que no generen ingresos significativos para las familias involucradas.                                       |
| Quepuca Ralco | Se caracteriza principalmente por estar enfocada en la actividad ganadera. Además, es notable que una considerable proporción de los jefes de hogar desempeñan roles como trabajadores dependientes en empresas contratistas de Endesa. Esta dualidad en las fuentes de ingresos refleja la relevancia de la ganadería en la economía local, mientras que al mismo tiempo, muchos habitantes encuentran empleo en empresas asociadas con Endesa, contribuyendo así a la diversificación de las fuentes de sustento en la comunidad. |
| Ralco Lepoy   | La base de la actividad económica se centra en la ganadería, complementada por actividades de recolección de piñones, mosqueta y hongos. Estos recursos no solo se destinan al autoconsumo de la comunidad, sino que también se comercializan como excedentes. Además de estas labores, parte significativa de la población trabaja como empleados dependientes en empresas contratistas de Endesa. Esta diversificación en las actividades económicas de la comunidad refleja una estrategia para asegurar tanto la subsistencia local como la participación en la economía más amplia asociada a las actividades de contratistas de Endesa. |
| Los Guindos   | La actividad productiva de las familias ha estado arraigada tradicionalmente en la ganadería, complementada por diversas actividades de recolección de frutos como piñones, mosqueta, cilantro de campo, nalcas, digueñes, cerezas, guindas silvestres y hongos. Además, la caza de liebres, conejos y codornices forma parte de sus prácticas tradicionales. |

En cuanto a la ganadería, se lleva a cabo la crianza de bovinos, ovinos y caprinos, principalmente. La presencia de caballos no solo se limita a su utilidad como medio de transporte, sino que también tienen un valor cultural significativo para la comunidad. La gestión del ganado se realiza en un entorno de campo abierto, utilizando el sistema de Veranadas e invernadas. La producción en Los Guindos se caracteriza como absolutamente doméstica o de supervivencia, destacando la importancia de estas actividades para la subsistencia y el sustento de las familias en la comunidad.
| El Avellano | Su actividad consiste en la ganadería menor, además de la actividad turística termal. |  |  |
| El Barco    | En El Barco, la actividad productiva primordial se centra en la ganadería, y para ello, cuentan con áreas empastadas destinadas al pastoreo del ganado. Además de la ganadería, la comunidad ha empezado a destacarse en el ámbito turístico, lo cual se complementa con la producción artesanal. La actividad turística ha adquirido importancia en la economía local, siendo una fuente adicional de ingresos para la comunidad. Esta diversificación económica, combinada con la artesanía local, no solo contribuye a fortalecer la economía de El Barco, sino que también puede promover el desarrollo sostenible y la preservación de las tradiciones culturales en la comunidad. |  |  |
| Guallali    | La actividad productiva de los habitantes abarca la ganadería, la agricultura y la avicultura, complementadas con la recolección de recursos naturales como la mosqueta y los hongos. Esta diversificación de actividades agropecuarias refleja la adaptabilidad de la comunidad a distintas formas de producción. Adicionalmente, algunos miembros de la comunidad se dedican a la comercialización de provisiones, lo cual implica la venta de productos básicos y, asimismo, a la venta de ganado. Esta participación en actividades comerciales no solo contribuye a la subsistencia de la comunidad sino también a la dinamización económica local. La combinación de estas prácticas demuestra una estrategia integral para la supervivencia y el desarrollo económico en Guallali. |  |  |
| Pitril      | En Pitril, las actividades productivas abarcan la ganadería, la artesanía y la recolección de piñones y hongos, especialmente durante la temporada de primavera-verano. Además, la comunidad se involucra en la comercialización de cerezas en poblados cercanos. Algunas familias también se dedican a la piscicultura, apicultura y actividades turísticas, contando con el respaldo de la Fundación Chile para estas iniciativas. En esta comunidad, existen pequeños establecimientos para la venta de provisiones, los cuales están ubicados dentro de las viviendas de algunos acaserados. Estos negocios son propiedad de colonos y pehuenches, dependiendo del sector de ocupación (colona o pehuenche). En estos establecimientos se lleva a cabo la venta de productos de primera necesidad, algunas verduras procedentes de las huertas locales y cigarrillos. Esta diversificación de actividades económicas resalta la adaptabilidad de la comunidad de Pitril para aprovechar los recursos disponibles y generar ingresos de diversas fuentes. |  |  |
| Cauñicu     | Las principales actividades económicas desarrolladas por los habitantes comprenden la ganadería, la artesanía, el cultivo de hortalizas, la recolección de piñones y la apicultura. Estas actividades representan pilares fundamentales para la subsistencia y el sustento económico de la comunidad. Además, como una iniciativa emergente, se ha establecido un Circuito Turístico que engloba a Cauñicu y otras comunidades del área. Esta propuesta turística no solo diversifica las fuentes de ingresos, sino que también contribuye a promover el potencial turístico de la región, generando oportunidades adicionales para el desarrollo económico local. La combinación de estas actividades refleja la adaptabilidad y la visión de desarrollo sostenible de la comunidad de Cauñicu. |  |  |
| Malla Malla | Las actividades económicas fundamentales giran en torno a la ganadería, la recolección de piñones y la pequeña agricultura. Durante la primavera, se destaca la comercialización de cerezas, aprovechando la temporada propicia para este fruto. Asimismo, la producción de miel constituye otra faceta importante de la economía local. Esta combinación de actividades agrícolas y ganaderas, junto con la diversificación estacional en la comercialización de productos como las cerezas, refleja la estrategia de la comunidad para optimizar sus recursos y aprovechar las oportunidades de mercado. La producción de miel añade otra dimensión a la economía local, contribuyendo a la variedad y sostenibilidad de las actividades económicas en Malla Malla. |  |  |
| Trapa trapa | La ganadería se erige como la actividad económica predominante, complementada por la práctica de la artesanía y la recolección de piñones. La presencia de las Termas de Nitrao en la comunidad agrega una dimensión turística importante. Estas termas, habilitadas para recibir visitas, disponen de cabañas, aunque la mayoría de ellas se encuentran sin mantenimiento y en estado semidestruido debido a los rodados de piedras. Además, las termas cuentan con piscinas cerradas, tanto singles como duplex. La ubicación estratégica desde las Termas de Nitrao hasta el estero Cochico abarca las mejores tierras del valle, sugiriendo un potencial para el desarrollo económico y turístico en la región. Sin embargo, la necesidad de mantenimiento y la infraestructura deteriorada pueden representar desafíos a superar para aprovechar plenamente estas oportunidades. |  |  |
| Butalelbun  | Las actividades económicas principales se centran en la ganadería, la artesanía, la recolección de piñones, hierbas medicinales, y la extracción de agua del Agrio, proveniente del volcán Copahue. La ganadería representa una fuente esencial de sustento, mientras que la artesanía, la recolección de piñones y hierbas medicinales aportan a la diversificación de ingresos y resaltan la conexión de la comunidad con sus recursos naturales. La extracción de agua del Agrio, proveniente del volcán Copahue, puede tener tanto fines de consumo local como potencialmente comerciales, proporcionando una fuente única y natural de recurso hídrico. Estas actividades reflejan la versatilidad y la adaptabilidad de la economía en Butalelbun, aprovechando los recursos disponibles en la región. |  |  |

### Turismo
La comuna posee buenos atractivos naturales caracterizados por la flora y fauna nativa de la Cordillera de los Andes y la presencia de dos volcanes activos (Callaqui y Copahue) y atractivos culturales vinculados a la presencia de las 12 comunidades Pewenche o Pehuenche que hoy existen en su territorio.
El actual plan de turismo comunal formulado en 2014 ha definido como principal estrategia de desarrollo al Turismo Comunitario el cual se apoya en el patrimonio natural y cultural Pewenche y la presencia viva y organizada de sus comunidades. Un hito en este proceso es la realización del 4° Encuentro Nacional de Turismo Comunitario los días 26 al 29 de marzo de 2015.
Los principales servicios de alimentación y alojamiento de la comuna es posible encontrar en Ralco su principal localidad, así como el excelente Museo Pewenche que mantiene una muestra vida de la cultura pewenche de las comunidades.
Entre los atractivos importantes de la comuna encontramos:
- Volcán Callaqui
- Volcán Copahue
- Laguna el Barco
- Laguna La Mula
- Museo Pewenche de Ralco
- Laguna Pirquinco

Memoria Cultural
El Pewén, El Arbol Sagrado.
Los pewenches somos la "Gente de la araucanica" pues desde temprano nos especializamos en la cosecha del piñón. Recibimos este nombre de los mapuches, que comerciaban con nosotros. La cordillera estaba cubierta de estos árboles milenarios cargados de piñones o ngillíus, que es un alimento de gran valor energético nutritivo, rico en hidratos de carbono. Por eso creamos múltiples preparaciones, rituales y cotidianas, para aprovechar los miles de frutos que una sola araucaria puede producir en una temporada.
Araucaria, pewen o peweñ (Araucaria araucana) es una conífera endémica de la cordillera de Chile y Argentina, de gran altura y crecimiento muy lento (1mm de diámetro por año), con semillas comestibles. Puede medir hasta 50 e incluso 80 metros los ejemplares más grandes. Hay araucarias macho y araucarias hembras, y se agrupan en familias: un grupo de hembras en torno de un macho. La araucaria es el árbol nacional de Chile.
Nuestros ancestros nos enseñaron que una pareja de espíritus antiguos vigila las pinalerías y controla la producción de piñones. Son los esposos Pewén Vüchá y Pewén Kusé ( anciano y anciana de los pewenes), que habitan en una ruka en las profundidades de los bosques de araucarias Pewén Vüchá tutela los árboles machos y Pewén Kusé los árboles hembra. (Extracto Museo Pewenche, Alto Biobío).
Vestimenta y textiles.
En la era precolombina los pewenches se vestían y fabricaban sus rucas con cueros de guanaco, zorros, puma y venado, que cosían con agujas de madera e hilos del mismo cuero. De los españoles aprendieron a esquilar la oveja y hilar su lana para confeccionar vestimenta, mantas y telares. Lavan la lana con hojas del árbol chiñ chiñ y la tiñen con pigmentos de los árboles y arbustos, de la piedra volcánica y de las raíces, gredas y flores.
Tecnicas de tejido.
Se usa una rueca o un huso para hilar la lana después de escarmenarla para que caiga el polvo o pasto que haya quedado. Luego se puede trabajar con palillos o telar. Los primeros palillos eran de colihue o de un espino hueco que también servía para hacer bombillas para el mate; hoy se usan palillos de metal. Con ellos se tejen peleras, chombas, guantes, bufandas, morrales, medias y gorros. Todo tejidoa palillo debe comenzar con lana blanca, para luego intercalar colores según el bordado y su significado. También se teje en el utral, el telar parado que se apoya sobre la pared. Con un colihue o madero delgado -el tonón-, se va entreverando la lana, y con una tablilla -ngureweo ñerehue- se golpea el telar para apretar el tejido. Todo este proceso se denomina ñimiwe.
- Peleras para la montura: Su confección es muy tradicional en las     comunidades pewenches.
- Lana: Frazada delgada y a rayas
- Poncho o manta: Suele ser de color plomo con rayas
- Chamanto: Rebozo con figuras cuadriculadas que representan los     cuatro ejes terrestres
- Prevenciones: Alforjas para la montura. Se cargan al hombro si el     traslado es a pie. hoy se fabrica a telar un morral que cumple la misma     función.
- Pilkén o chamal: De hilo muy delgado de oveja negra o café oscuro,     se teje cuadrado y lo usa la mujer encima de otros vestidos. Se sostiene     con prendedores, alfileres y amarras
- Trariwé: Faja tejida con figuras simbólicas. Sirve como cinturón y     para hacer la cola del bailarín del ngúillatun que representa al ñandú.